# Mesochorus albarascae
Mesochorus albarascae là một loài tò vò trong họ Ichneumonidae.